# Distretto di Rangareddy
Rangareddy è un distretto dell'India di 3 506 670 abitanti, che ha come capoluogo Hyderabad.

## Amministrazioni
Ai fini amministrativi, il distretto è suddiviso in 37 comuni (detti mandal) a loro volta raggruppati in tre divisioni tributarie: Est (che raggruppa 13 comuni), Chevella (13 comuni) e Vikarabad (11 comuni).
- Divisione tributaria dell'Est: Ibrahimpatnam, Yacharam, Manchal, Hayathnagar, Saroornagar, Uppal Kalan, Ghatkesar, Maheshwaram, Kandukur, Medchal, Shamirpet, Keesra e Qutbullapur.

- Divisione tributaria di Chevella: Rajendera Nagar, Serilingam Pally, Shamshabad, Balanagar, Malkajgiri, Chevella, Shabad, Shankar Pally, Moinabad, Pargi, Doma, Kulkacherla e Gandeed.

- Divisione tributaria di Vikarabad: Vikarabad, Nawabpet, Pudur, Dharur, Marpally, Mominpet, Bantaram, Tandur, Peddemul, Basheerabad e Yalal.[1]